# Залиханов, Михаил Чоккаевич
Михаи́л Чокка́евич Залиха́нов (карач.-балк. Залиханланы Чокканы жашы Михаил, род. 22 июня 1939, с. Эльбрус, КБАССР, СССР) — советский и российский учёный, политический и общественный деятель, Герой Социалистического Труда (1987), академик АН СССР (1990) и РАН (1991).

## Биография
Родился 22 июня 1939 года в посёлке Эльбрус (Кабардино-Балкария). Окончил физико-математический (1962), инженерно-технический (1965) и сельскохозяйственный (1971) факультеты Кабардино-Балкарского государственного университета, кандидат биологических наук, доктор географических наук, профессор; действительный член РАН (1990).
Главные направления научной деятельности: гляциология, изучение физики снега и снежных лавин, геология, геофизика, экология.
Главным занятием, помимо основной научной работы, был альпинизм. Основные спортивные достижения: мастер спорта международного класса, неоднократный чемпион СССР по альпинизму, совершил 156 восхождений на Эльбрус.

## Личная жизнь
Женат, имеет дочь и двоих сыновей. Увлечения: охота, верховая езда.

## Трудовая деятельность
1962—1976 — младший, старший научный сотрудник, заведующий лабораторией, заместитель директора Высокогорного геофизического института АН СССР (Нальчик);
С 1977-1999 год — директор Высокогорного геофизического института;
Член КПСС с 1961 года. Избирался народным депутатом СССР (1989—1991); Выдвигался в кандидаты Государственной думы РФ по списку партии «Кедр».
19 декабря 1999 года был избран депутатом Государственной Думы РФ третьего созыва в составе федерального списка избирательного блока «Отечество — Вся Россия» (ОВР) от экологической партии Кедр, был членом фракции ОВР, заместителем председателя Комитета по образованию и науке, председателем Комиссии по проблемам устойчивого развития;
7 декабря 2003 года был избран депутатом Государственной Думы РФ четвёртого созыва от избирательного объединения Партия «Единство» и «Отечество» — Единая Россия, был членом фракции «Единая Россия», членом Комитета по экологии, членом Комиссии по проблемам Северного Кавказа;
2 декабря 2007 года избран депутатом Государственной Думы РФ пятого созыва в составе федерального списка кандидатов, выдвинутого Всероссийской политической партией «Единая Россия»;
Автор свыше 300 научных работ и 32 изобретений; действительный член Академии инженерных наук имени А. М. Прохорова; председатель Высшего экологического совета Федерального Собрания РФ; сопредседатель Координационного Совета общероссийского экологического движения «Экофорум»; член Высшего консультативного комитета ООН по стихийным бедствиям.

## Награды
- Герой Социалистического Труда (1987);
- Орден «За заслуги перед Отечеством» III степени (17 июня 1999 года) — за заслуги перед государством и большой вклад в развитие гидрометеорологической науки[5];
- Орден «За заслуги перед Отечеством» IV степени (17 декабря 1994 года) — за заслуги перед народом, связанные с развитием российской государственности, достижениями в труде, науке, культуре, искусстве, укреплением дружбы и сотрудничества между народами[6];
- Орден Ленина (1987);
- Орден Дружбы народов;
- Орден Красной Звезды;
- Орден Почёта (30 июля 2009 года, Молдавия) — в знак признания особых заслуг в создании противоградовой службы в Республике Молдова и за значительный вклад в подготовку высококвалифицированных специалистов[7];
- Медаль «Данк» (25 июня 2009 года, Кыргызстан) — за вклад в развитие двусторонних межпарламентских отношений между Кыргызской Республикой и Российской Федерацией[8];
- Почётная грамота Кыргызской Республики (20 марта 2003 года, Кыргызстан) — за заслуги в развитии кыргызско-российского сотрудничества в области образования[9];
- Почётная грамота Президента Российской Федерации (9 января 2010 года) — за заслуги в законотворческой деятельности и развитии российского парламентаризма[10];
- Почётная грамота правительства Российской Федерации (8 августа 2009 года) — за заслуги в законотворческой деятельности и многолетнюю плодотворную работу[11]
- Заслуженный деятель науки Дагестана, Чечено-Ингушетии, Северной Осетии, Кабардино-Балкарии и Карачаево-Черкесии.
- Почётный профессор МГУ имени М. В. Ломоносова (2003)[12]
- премия Ленинского комсомола (1972) — за исследование снежно-лавинного режима и перспектив освоения гор Кабардино-Балкарии